# František Pojsl

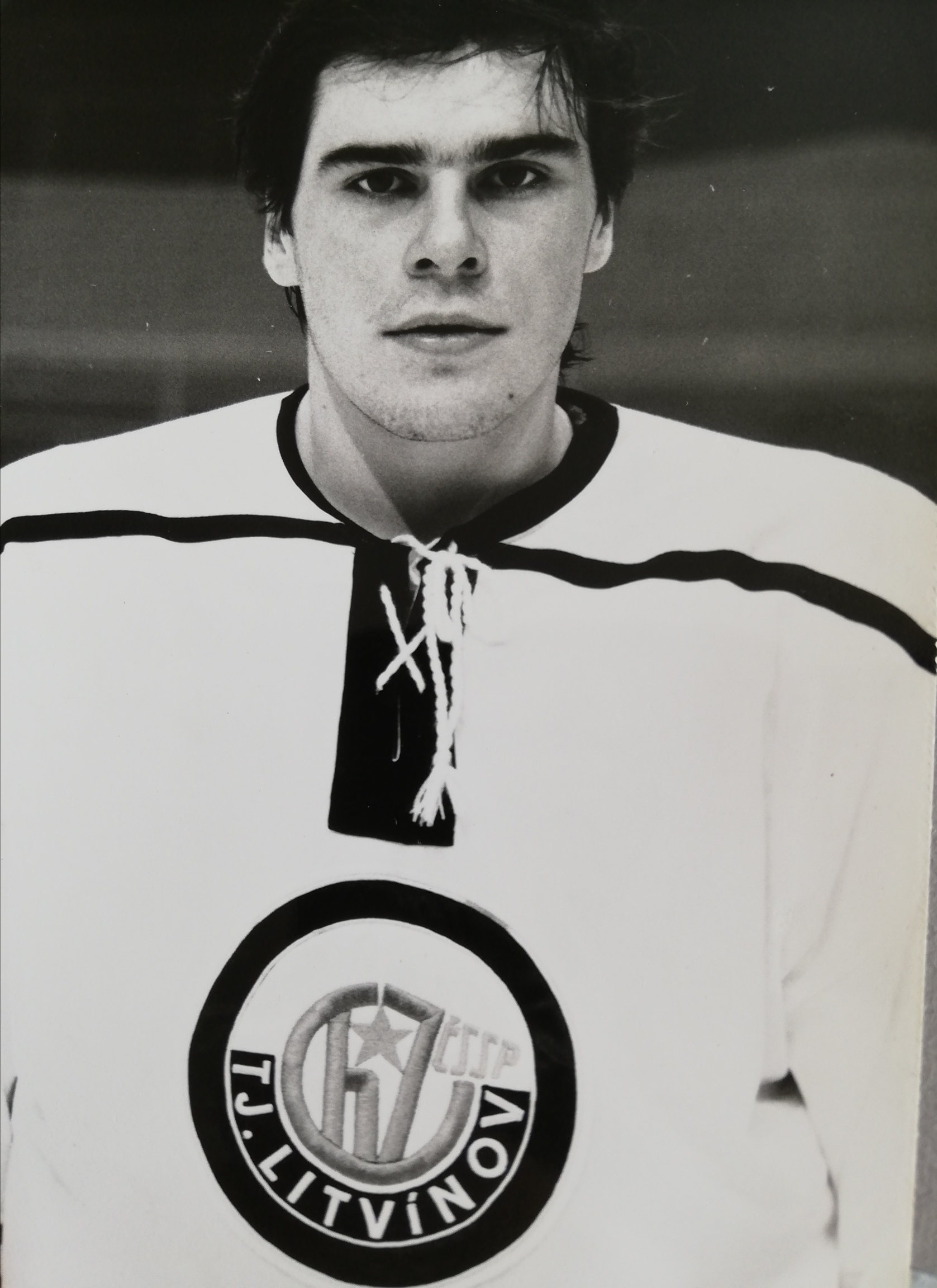

František Pojsl (* 5. června 1960) je bývalý český hokejový útočník.

## Hokejová kariéra
V československé lize hrál za CHZ Litvínov. Nastoupil ve 20 ligových utkáních a dal 5 gólů. V sezoně 1981-1982 získal s CHZ Litvínov bronzovou medaili za 3. místo v nejvyšší hokejové lize. V nižších soutěžích hrál během vojenské služby za Dukla Jihlava „B“ a dále za Stadion Liberec, kde působil také jako kapitán týmu. Za Stadion Liberec odehrál více než 250 zápasů.

## Klubové statistiky
| Sezona    | Klub              | Soutěž  | Základní část | Základní část | Základní část | Základní část | Základní část |
| Sezona    | Klub              | Soutěž  | Z             | G             | A             | B             | TM            |
| --------- | ----------------- | ------- | ------------- | ------------- | ------------- | ------------- | ------------- |
| 1977/1978 | TJ Litvínov U18   | U18     | -             | -             | -             | -             | -             |
| 1978/1979 | TJ Litvínov U18   | U18     | -             | -             | -             | -             | -             |
| 1979/1980 | Dukla Jihlava „B“ | 2. liga | -             | 12            | -             | -             | -             |
| 1980/1981 | Dukla Jihlava „B“ | 2. liga | -             | -             | -             | -             | -             |
| 1981/1982 | CHZ Litvínov      | 1. liga | 20            | 5             | 1             | 6             | -             |
| 1982/1983 | Stadion Liberec   | 2. liga | 31            | 12            | 13            | 25            | -             |
| 1983/1984 | Stadion Liberec   | 2. liga | 33            | 17            | 13            | 30            | -             |
| 1985/1986 | Stadion Liberec   | 2. liga | 28            | 16            | 13            | 29            | -             |
| 1986/1987 | Stadion Liberec   | 3. liga | 34            | 19            | 15            | 34            | -             |
| 1987/1988 | Stadion Liberec   | 3. liga | 28            | 17            | 16            | 33            | -             |
| 1988/1989 | Stadion Liberec   | 3. liga | 30            | 18            | 13            | 31            | -             |
| 1989/1990 | Stadion Liberec   | 3. liga | 29            | 14            | 14            | 28            | -             |